# Короленко, Лука Ванифатьевич
Лука Ванифатьевич Короленко (1901, село Торчица, теперь Ставищенского района Киевской области — ?) — советский партийный деятель, 2-й секретарь Дрогобычского обкома КП(б)У, 1-й секретарь Тернопольского горкома КПУ.

## Биография
Член ВКП(б) с 1925 года.
В 1937—1939 г. — инструктор Киевского областного комитета КП(б)У.
В 1939—1941 г. — заведующий сектором отдела кадров ЦК КП(б)У.
С октября 1941 г. — в Красной армии. В 1941—1942 г. — слушатель Военно-политической академии имени Ленина. В 1942—1943 г. — старший инструктор по печати отделения пропаганды и агитации Политического отдела 40-й армии. Участник Великой Отечественной войны.
В 1943—1944 г. — заведующий сектором отдела кадров ЦК КП(б)У.
В 1944—1947 г. — секретарь Дрогобычского областного комитета КП(б)У по кадрам.
В 1947—1950 г. — 2-й секретарь Дрогобычского областного комитета КП(б)У.
В 1950—1963 г. — 1-й секретарь Тернопольского городского комитета КПУ.

## Звание
- майор

## Награды
- орден Отечественной войны 2-й ст. (6.10.1943)
- орден Трудового Красного Знамени (23.01.1948)
- ордена
- медали